# Trollabergstjärnarna
Trollabergstjärnarna är en sjö i Ovanåkers kommun i Hälsingland och ingår i Ljusnans huvudavrinningsområde. Sjön har en area på 0,0416 kvadratkilometer och ligger 244,3 meter över havet.

## Delavrinningsområde
Trollabergstjärnarna ingår i det delavrinningsområde (679459-150399) som SMHI kallar för Ovan 679675-150486. Medelhöjden är 257 meter över havet och ytan är 19,04 kvadratkilometer. Räknas de 36 avrinningsområdena uppströms in blir den ackumulerade arean 357,32 kvadratkilometer. Frösteboån som avvattnar avrinningsområdet har biflödesordning 3, vilket innebär att vattnet flödar genom totalt 3 vattendrag innan det når havet efter 89 kilometer. Avrinningsområdet består mestadels av skog (84 procent). Avrinningsområdet har 0,11 kvadratkilometer vattenytor vilket ger det en sjöprocent på 0,6 procent.